# 아홉살 인생 (영화)
"아홉살 인생"은 2004년에 개봉한 대한민국의 영화이다.

## 캐스팅
- 김석 : 백여민 역
- 이세영 : 장우림 역
- 나아현 : 오금복 역
- 김명재 : 신기종 역
- 정선경 : 여민 모 역
- 안내상 : 담임 역
- 최덕문 : 박팔봉 역
- 지대한 : 여민 부 역
- 서진원 : 하 상사 역
- 신정근 : 검은 제비 부 역
- 정애연 : 김윤희 역
- 노현정 : 검은 제비 모 역
- 이영숙 : 우림 모 역
- 김경수 : 풍뎅이 영감 역
- 고서희 : 신기순 역
- 최성 : 교장 역
- 박우열 : 우림 부 역
- 이석구 : 안경점 주인 역
- 한명환 : 신발가게 주인 역
- 김명신 : 최능자 역
- 윤범호 : 의사 역
- 박백리 : 검은 제비 역
- 김규민 : 반장 역
- 김양춘 : 고릴라 역
- 김양희 : 칠순 역
- 강창환 : 홍민 역
- 맹소정 : 미자 역
- 홍세나 : 애숙 역
- 이하림 : 여운 역
- 김여빈 : 오은복 역
- 최하영 : 오동복 역